# Henri Collignon
Pour les articles homonymes, voir Collignon.
Henri Paul François Marie Collignon (né le 2 octobre 1856 à Caudéran en Gironde et mort le 2 mars 1915 à Vauquois dans la Meuse) est un haut fonctionnaire français. Il s’engagea comme simple soldat, à 58 ans, au début de la Première Guerre mondiale, et fut tué lors des combats de la butte de Vauquois moins d’un an plus tard.

## Biographie
Docteur en droit, il fit une carrière dans la préfectorale. Il fut attaché au cabinet du préfet de la Gironde (1880-1881) puis dans les cabinets ministériels de René Goblet et d’Armand Fallières (1881-1883), secrétaire général de l’Indre (1883-1885), sous-préfet de Mayenne, sous-préfet d’Arles (1889-1895), directeur de cabinet du préfet de la Seine, préfet de la Corrèze (1896-1898), préfet de l’Aveyron (1898), directeur du personnel et du secrétariat du ministère (1898-1899) puis préfet du Finistère (1899-1906) [il dut notamment procéder à l'expulsion des Sœurs en vertu de la Loi sur les congrégations],. Il se mit ensuite en disponibilité jusqu’en 1912, se consacrant à ses livres. Cette même année, il fut élu conseiller municipal de la ville de Saint-Georges-de-Didonne, près de Royan, en Charente-Inférieure. Il fut rappelé par le président Armand Fallières et devint le secrétaire général de la présidence de la République française, poste qu’il continua d’occuper sous la première année de la présidence de Raymond Poincaré. Il fut ensuite, en 1913, conseiller d’État.
Au début de la Première Guerre mondiale, il s’engagea, bien qu’âgé alors de 58 ans. Il demanda à servir comme simple soldat dans le 46e régiment d’infanterie où il fut porte-drapeau. Il fut tué à l’ennemi le 15 mars 1915 dans les combats de la butte de Vauquois dans la Meuse.
Louis Gallouédec a décrit en ces termes l'engagement militaire de l'ancien préfet du Finistère, qui se porta volontaire :

« On le vit à 58 ans s'astreindre, comme simple soldat, aux obligations militaires, mener la vie dure des tranchées dans un des secteurs les plus périlleux de l'Argonne, accomplissant simplement et bravement son devoir quotidien, encourageant les jeunes par son exemple et sa parole (...). On voulut lui donner le grade de sous-lieutenant, il le refusa, n'ambitionnant, comme « le premier grenadier de la France », que  l'honneur de servir. Alors le colonel lui donna le drapeau à porter. (...) Le 16 mars 1915 le régiment occupait Vauquois en ruine. (...) Une rafale d'obus continuait à déferler sur ces décombres. Soudain, on signale, non loin du lieu où le soldat Collignon était abrité, un blessé qui appelait au secours. Le vaillant troupier n'hésite pas et se précipite. Il fit quelques pas à peine, un obus lui trancha la carotide. »

L’illustrateur alsacien Hansi (1873-1951) raconte, dans la préface du Professeur Knatschké que c’est Collignon qui non seulement a traduit l’ouvrage mais a réussi à le persuader de le laisser paraître en français ; Hansi avait jusque-là refusé toute traduction du livre paru à l’origine en allemand et qu’il estimait impossible à rendre dans une autre langue, du fait du style et des jeux de mots.
Franc-maçon, il devint vénérable de la loge Alsace-Lorraine le 11 décembre 1913.
Plusieurs rues en France portent son nom dont une à Paris dans le 16e arrondissement, la rue du Conseiller-Collignon. Une salle de travail lui est par ailleurs dédiée au Conseil d'Etat.
Il a été surnommé « La Tour d'Auvergne de la Troisième République ».